# Copăcele
Copăcele là một xã thuộc hạt Caraș-Severin, România. Dân số thời điểm năm 2002 là 1356 người.